# المعین
المعین (ماویه) (به عربی: المعین) یک منطقهٔ مسکونی در یمن است که در ناحیه ماویه واقع شده‌است. المعین ۷۱۷ نفر جمعیت دارد.